# Helsingborgs kommun
Helsingborgs Kommune (også benævnt Helsingborgs stad) er en kommune i Skåne län (Skåne) i Sverige. Kommunen omfatter 347,23 km² og har 124.301 indbyggere (2006).

## Byområder
Der er 15 byområder i Helsingborgs Kommune. 
Indbyggere pr. den 31. december 2005. 
| #  | Byområde        | Befolkning |
| -- | --------------- | ---------- |
| 1  | Helsingborg     | 91.457     |
| 2  | Ödåkra          | 4.771      |
| 3  | Rydebäck        | 4.485      |
| 4  | Hittarp         | 3.837      |
| 5  | Påarp           | 2.728      |
| 6  | Bårslöv         | 2.682      |
| 7  | Mörarp          | 1.744      |
| 8  | Gantofta        | 1.387      |
| 9  | Kattarp         | 706        |
| 10 | Allerum         | 628        |
| 11 | Vallåkra        | 594        |
| 12 | Domsten         | 566        |
| 13 | Hasslarp        | 447        |
| 14 | Tånga och Rögle | 230        |
| 15 | Utvälinge       | 213        |

En mindre del af Rydebäck er beliggende i Landskrona kommun.

## Venskabsbyer
- Svendborg
- Aasiaat
- Bozhou
- Oslo
- Manchester
- Stralsund